# Solanum acropterum
Solanum acropterum är en potatisväxtart som beskrevs av August Heinrich Rudolf Grisebach. Solanum acropterum ingår i släktet skattor som ingår i familjen potatisväxter. Inga underarter finns listade i Catalogue of Life.